# Adelchis de Benevento

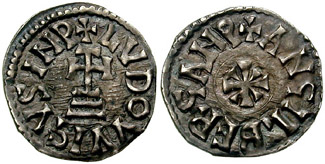
Denario de Adelchis

Adelchis, noble lombardo, hijo de Radelchis I, Príncipe de Benevento, y sucesor de su hermano Radelgardo en el 854. 
Adelchis sucedió a su hermano en el trono, para defender la soberanía del ducado de los frecuentes ataques de los Sarracenos por el sur, de los ataques del emperador Luis II el Joven por el norte, y de los Bizantinos por el este. 
En un primer momento, no tuvo éxito en sus guerras contra los musulmanes. Fue derrotado en Bari en el 860 y forzado a firmar un tratado de paz con el Emir y a pagarle tributo. En siguientes incursiones estuvo forzado a llamar en ayuda al emperador. En el 866, El emperador venció a los sarracenos y en el 871, El emirato de Bari cae. Luis trató de ejecer mayor control en el sur, acantonando tropas suyas en fortalezas del principado de Benevento.
La respuesta de Adelchis a esta acción fue secuestrar y encarcelar al emperador mientras moraba el palacio principal de Benevento en agosto. Un mes más tarde, los Sarracenos desembarcan con una nueva fuerza de invasión y Adelchis libera a Luis para que lidere las fuerzas que repelan este ataque. Después Adelchis fuerza a Luis II a jurar que nunca regresará a Benevento ni que se vengará de su acción. Luis regresa a Roma en 872 y el papa Adrián II le libera de su juramento el 28 de mayo. Trató de castigar a Adelchis pero no tuvo éxito. Adelchis fue asesinado en mayo del 878.